# 桑·馬達
胡安·曼努埃尔·马塔·加西亚（西班牙語：Juan Manuel Mata García，1988年4月28日—），通常稱為馬達（Juan Mata），是西班牙職業足球員，司職進攻中場、右中場及右翼，曾效力英超球隊曼聯及車路士。現效力於澳大利亞職業足球聯賽球隊西悉尼流浪者。
馬塔創造力強，是相當有靈性的攻擊型球員，但不太主動防守，後來一改之前懶散的防守態度，在場上十分勤奮。是一個很忠誠的球員。而精準的自由球及長射技術更讓人印象深刻。

## 生平
俱乐部
桑·馬達的足球生涯始於皇家奥维耶多，3年後，他的父親把15歲的桑·馬達送入皇家馬德里，2005/06年球季替皇家馬德里青年隊贏得青年國王盃，2006/07年球季提升至皇家馬德里卡斯迪拿。桑·馬達的出色表現，被西班牙徵召參加歐洲U-19足球錦標賽，並奪得冠軍，亦為這位小國腳在各球會留下美好印象。
桑·馬達與皇家馬德里合約於2007年季尾結束，而他本人一直都未能與球會達成續約協議。因為桑·馬達感到在不重視自家青訓球員的皇馬一隊找到上陣機會時非常艱難。2007年3月，當時在華倫西亞任職體育總監的卡邦尼開始接觸桑·馬達，並向他展示出真摯的誠意，終說服桑·馬達在2007/08年賽季以自由身加盟華倫西亞，尋找第一次在西甲戰場上陣的機會。
2007/08年賽季初期，桑·馬達仍缺乏上陣機會。直到2007年12月華倫西亞主教練朗奴·高文進行清洗計劃，3名球隊老將永不錄用，再加上部分球員的傷病，華倫西亞人手足襟見肘，維辛迪狀態不佳，桑·馬達把握了機會，即時得到朗奴·高文的信任，上陣時間直線上升。他亦不負眾望，是球隊奪得西班牙國王盃冠軍的最重要功臣之一。
2011年8月24日桑·馬達登陸英超加盟車路士，簽約五年，身價據報達到2,350萬英鎊。
他往後在車路士火速站穩主力位置，成為球隊的進攻核心，更協助車路士首次贏得2011/12赛季欧洲冠军联赛，也成為了該年度的車路士最佳球員。
2012-13年球季歐足聯歐洲聯賽，桑·馬達於決賽補時92分鐘開出角球，助隊友伊雲洛域頂入奠勝入球，奪下冠軍。
桑·馬達在2012-2013年球季再次成為車路士的年度最佳球員。桑·馬達全年（包括國家隊）總共攻入了21個入球和29個助攻，展现出强大的攻击力，帮助切尔西赢得了欧洲联赛冠军。
2013年，穆里尼奥重返切尔西，马塔明显不受器重。在2013年下半年时间里马塔仅上阵17场，而且多为替补出场。为了寻找主力位置，马塔开始寻求转会。
2014年1月25日，曼聯俱乐部在官方网站宣布签下马塔，转会费为3,710万英镑，这笔转会費打破了曼联的转会費纪录。馬塔繼承剛外借至費倫天拿的安達臣留下的8號球衣，三天之后的比赛中就完成了首秀。
加盟曼联后，马塔依然延续自己稳健的表现。2016年5月22日，马塔梅开二度帮助球队逆转水晶宫，捧起足总杯冠军。2016年跟随球队捧起欧联杯冠军。2018年11月7日，曾射入罰球並以2-1擊敗祖雲達斯。
2019年6月19日，马塔与曼联签订了一份为期两年的新合同。
2022年6月2日，曼聯在官方網頁宣佈马塔将在合同到期后离队。2023年11月協助神戶勝利船首奪球會史上首次日本甲組職業足球聯賽冠軍。
国家队
马塔在2006年和2007年代表西班牙U19和U20梯队参加比赛。2009年3月29日，马塔在西班牙世界杯预选赛中替补出场完成国家队首秀。2009年9月10日，马塔打入西班牙国家队首球。2010年跟随西班牙队获得世界杯冠军。2012年欧洲杯决赛，马塔打入一球帮助球队锁定胜局，捧得欧洲杯。2014年巴西世界杯马塔收获世界杯首球，但最终西班牙小组赛遭到淘汰。
马塔共代表西班牙国家队出场过41次，打入过10粒进球。

## 榮譽

### 球會
華倫西亞
- 西班牙國王盃冠軍：2007–08

 車路士
- 英格蘭足總盃冠軍：2011–12
- 歐洲聯賽冠軍盃冠軍：2011–12
- 歐霸盃冠軍：2012–13

 曼聯
- 英格蘭足總盃冠軍：2015–16[7]
- 英格蘭社區盾冠軍：2016[8]
- 英格蘭聯賽盃冠軍：2016–17[9]
- 歐霸盃冠軍：2016–17

 加拉塔沙雷
- 土超冠軍：2022–23[10]

 神戶勝利船
- 日本J1聯賽冠軍：2023

### 國家隊
西班牙
- 世界盃冠軍：2010
- 歐洲國家盃冠軍：2012
- 洲際國家盃亞軍：2013

 西班牙U21
- 歐洲U-21足球錦標賽冠軍：2011

 西班牙U19
- 歐洲U-19足球錦標賽冠軍：2006

## 外部連結
- 官方网站
- Soccerway資料庫：桑·馬達